# تپه مم خاتون ۱
تپه مم خاتون ۱ مربوط به هزاره اول قبل از میلاد است و در شهرستان ارومیه، بخش سیلوانه، دهستان ترگور، ۱ کیلومتری شمال روستای کریم آباد واقع شده و این اثر در تاریخ ۲۵ آبان ۱۳۸۷ با شمارهٔ ثبت ۲۳۴۷۴ به‌عنوان یکی از آثار ملی ایران به ثبت رسیده است.